# Радіобіоіндикатор
Радіобіоіндикатори (англ. radiobioindicator) — організми (популяції, види), за якими визначають наявність концентрацій і розподіл радіоактивних речовин у довкіллі.

## Радіобіоіндикація як метод дослідження радіоактивного забруднення
Одним із методів дослідження радіоактивного забруднення екосистем є метод біоіндикації, який полягає у тому, що за вмістом радіонуклідів в одній або кількох групах організмів (останнє набагато рідше) визначається рівень радіоактивного забруднення екосистеми в цілому.

## Радіобіоіндикація наземно-повітряного середовища
Встановлено, що найпоширенішим радіонуклідом — забруднювачем лісових площ України є 137Cs, який становив у зоні конденсаційних випадінь до 90% загальної активності радіонуклідів. Водночас, в Україні майже 70% території з рівнем забруднення 137Cs понад 185 кБк/м2 займають лісові масиви.
Нині найбільш популярним таксоном, який використовується для біоіндикації, є гриби, переважно —
макроміцети, багато з яких є накопичувачами певного радіонукліду. Варто зазначити, що, наприклад, для картування забруднення радіоцезієм (137Cs) лісових екосистем всієї території Польщі як біоіндикатор було використано польський гриб (Boletus badius Elias Magnus Fries (1832)).
Ліхеноіндикація радіоактивного забруднення є також популярною, адже лишайники характеризуються значним поширенням, мають значну адсорбційну поверхню та тривалість життя, є (внаслідок біологічних особливостей симбіотичних компонентів) інтенсивними накопичувачами радіонуклідів, та, водночас, дуже стійкі до впливу іонізувального випромінювання. 
В.М. Вірченко, В.А. Болюх (1993) вважають бріоіндикацію, тобто використання мохів, як біоіндикаторів, найбільш доцільною для дослідження радіоактивного забруднення лісів Українського Полісся, оскільки мохи є інтенсивними накопичувачами радіоцезію 137Cs. Як біоіндикатори пропонуються  Pleurozium schreberi та  Dicranum polysetum, які є домінантними видами в  моховому ярусі цих екосистем.
Із судинних рослин як біоіндикатори радіоактивного забруднення використовуються Pinus sylvestris, представники родини Ericaceae, зокрема чорниця (Vaccinium myrtillus).

## Радіобіоіндикація водного середовища
Радіоактивність водойм залежить від низки чинників: рельєфу та глибини річкового річища, швидкості течії, характеру донних відкладів, різноманіття рослинного і тваринного населення тощо. Здебільшого радіонукліди, які потрапляють у водойми, концентрується у донних осадах через їх високу сорбційну місткість, а тому важливу роль у процесах міграції радіонуклідів відіграють живі організми бентосу і, зокрема, водорості.
Нині здебільшого біоіндикаційний моніторинг радіаційного забруднення водойм проводиться, по-перше, за вмістом радіонуклідів у гідробіонтах (молюсках, рибах, вищих рослин, тощо), що дає змогу встановити характер поширення і концентрації радіонуклідів в організмі тварин, які є специфічними для різних ізотопів, зумовлене радіусом іонів і розчинністю їх сполук, а, по-друге, за чисельністю організмів в залежності від радіаційного забруднення водойм.